# TRMM

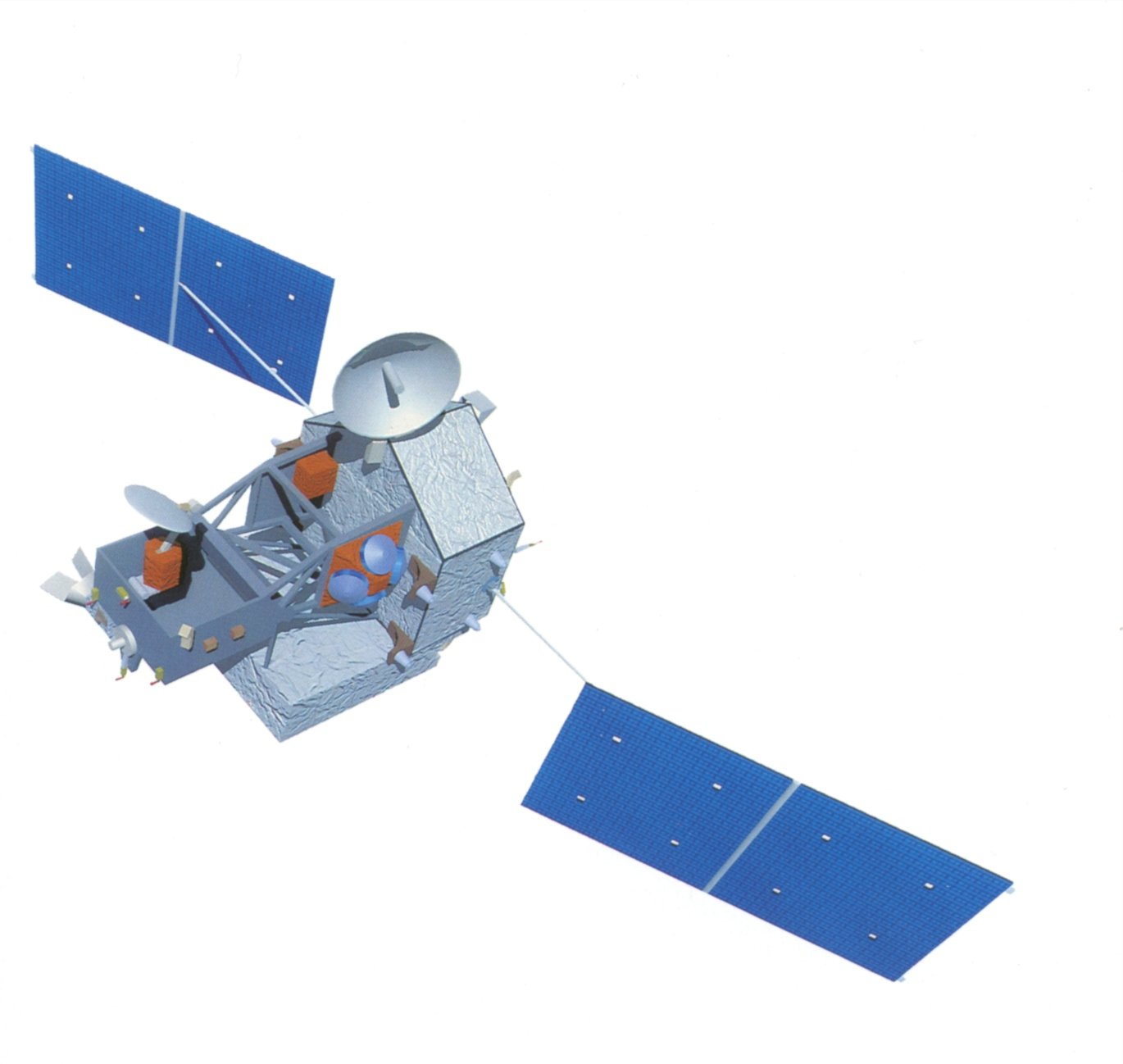
Imagen artística del satélite TRMM.

La TRMM: Misión de Medición de Lluvias tropicales (Tropical Rainfall Measuring Mission (TRMM) fue una conjunción de exploración espacial entre la NASA y la Agencia de Exploración Aeroespacial Japonesa (JAXA) diseñada para monitorear y estudiar precipitaciones tropicales y subtropicales, entre 35º N y 35º S. El término encierra toda la misión espacial del satélite y la investigación de los datos obtenidos. La TRMM fue parte de la Misión al Planeta Tierra de la NASA, un estudio de largo alcance, coordinando investigación para el estudio de la Tierra como un sistema global. El satélite TRMM fue lanzado el 27 de noviembre de 1997 desde el Centro Espacial Tanegashima en Tanegashima, Japón.
A partir de julio de 2014, el combustible para mantener la altitud orbital fue insuficiente; y, la NASA cesó las maniobras de mantenimiento de la estación TRMM, permitiendo que la órbita de la nave decayera lentamente. Y, la reentrada se esperaba originalmente entre mayo de 2016 y noviembre de 2017.

## Instrumentos a bordo del TRMM

### Radar meteorológico de lluvia (PR)
El radar meteorológico de precipitación, PR, provee cartas de estructuras de tormentas tridimensionales. Se emite radiación y se reciben lecturas de la intensidad y distribución de la lluvia, tipo de lluvia, profundidad de la tormenta, altitud donde la nieve funde en lluvia. Puede estimar el calor obtenido a diferentes alturas en la atmósfera (sobre la base de las mediciones) pudiéndoselas usar para mejorar  los modelos de circulación atmosférica global. 

### Imágenes por microondas del TRMM (TMI)
El generador de imágenes por microondas del TRMM (TMI, en inglés) es un sensor de microondas pasivo diseñado para dar información cuantitativa de lluvias sobre una amplia franja bajo el satélite TRMM. Con cuidadosas mediciones de mínimas cantidades de energía de microondas emitidas por la Tierra y su atmósfera, el TMI es capaz de cuantificar el vapor de agua, el agua de la nube, y la intensidad de lluvia en la atmósfera. Es instrumental relativamente pequeño que consume poca potencia. La combinación con el gran ancho de detección y la información cuantitativa de lluvia hace al TMI le "caballito de batalla" del paquete medidor de lluvias del TRMM Tropical Rainfall Measuring Mission.

### Escáner del Visible y del Infrarrojo (VIRS)

Imagen TRMM con la altura de las columnas de lluvia en el huracán Irene, 15 de agosto de 2005, 5.43 UTC. Las torres más altas —la mayor alcanza los 17 km— producen la lluvia más intensa, mostradas en rojo. Cuanto más alto sube el vapor de agua antes de enfriarse, más intensa tiende a ser la tormenta, ya que estas torres son como pistones que convierten la energía del vapor de agua en un poderoso motor de producción de lluvia y viento; además, estas torres pueden ser indicativas de un fortalecimiento futuro.

El escáner de radiación visible e infrarrojo es uno de los tres instrumentos en el paquete de medición de lluvia, que sirve como un muy indirecto indicador de lluvia. VIRS, sensa radiación que viene desde la Tierra en cinco regiones espectrales, del espectro visible al infrarrojo, o 0,63 a 12 micrómetros. El VIRS se incluyó en los instrumentos primarios por dos razones. 1º por su habilidad para delinear lluvia. 2º, y más importante razón, es que sirve como un estándar de transferencia a otras medicionies que son hechas rutinariamente con satélites POES y GOES. 
La intensidad de la radiación en las varias regiones espectrales (o bandas) se usan para determinar la brillantez (en el visible y en el cercano infrarrojo) o temperatura (infrarrojo) de la fuente.

### Sistema de Energía Radiante de la Tierra y de las Nubes (CERES)
CERES mide la energía al tope de la atmósfera, así como estima los niveles de energía dentro de la atmósfera y de la superficie terrestre. Usando información de un Banco de imágenes de nubes de altísima resolución, de los mismos patrones de formas, CERES determina las propiedades nubosas: cantidad de nubosidad, altitud, espesor, tamaño de partículas de las nubes. Todas estas mediciones son críticas para el entendimiento del sistema total climático y para mejorar los modelos predictivos de clima. 

### Sensor de Imágenes de Relámpagos (LIS)
El LIS es un complejo instrumental para detectar y localizar  relámpagos en las zonas de abordaje del TRMM. El detector es una compacta combinación de elementos ópticos y electrónicos incluyendo un detector de brillos de estrellas capaz de localizar y detectar  relámpagos en nubes de tormenta individuales. El campo de visión del LIS permite poder observar un mismo punto terrestre o una nube por 80 s, suficiente tiempo para estimar la relación de flashes, que informa al investigador si una tormenta crece o decae.